# Oxidoreductază
Oxidoreductazele sunt enzime ce catalizează reacțiile de oxido-reducere, fiind transportoare de hidrogen sau de electroni. În această clasă intră un număr mare de enzime cunoscute sub numele de dehidraze sau oxidaze. Are loc transferul de electroni de la o moleculă, reducătorul (donorul de electroni) la o alta, oxidantul (acceptorul de electroni). Acest grup de enzime utilizează de obicei ca și cofactori enzimatici NADP+ sau NAD+. Oxidoreductazele transmembranare alcătuiesc lanțul transportor de electroni la bacterii, cloroplaste și în mitocondrie, inclusiv complexele I, II și III. Unele pot fi asociate cu membranele biologice, ca proteine membranare periferice, sau pot fi ancorate în membrane, prezentând un singur helix transmembranar.
Oxidoreductazele catalizează reacții de tipul:
{\displaystyle A^{-}+B\rightarrow A+B^{-}}
unde A este specia reducătoare (donoare de electron) și B este specia oxidantă (acceptorul de electron).

## Nomenclatură
Oxidoreductazele se denumesc ca „donor:acceptor oxidoreductază”; totuși, există și alte denumiri comune. Un exemplu este denumirea de tipul „donor dehidrogenază”, dar și variante alternative sunt posibile: „acceptor reductază” (NAD+ reductază) sau „donor oxidază”.

## Clasificare
Oxidoreductazele prezintă numărul EC EC 1 în sistemul de clasificare a enzimelor. Sunt împărțite în 21 de subclase:
- EC 1.1 cuprinde oxidoreductaze care acționează la nivelul grupelor CH-OH din donori (alcohol oxidoreductases)
- EC 1.2 cuprinde oxidoreductaze care acționează la nivelul aldehidă sau grupelor oxo din donori
- EC 1.3 cuprinde oxidoreductaze care acționează la nivelul grupelor CH-CH din donori (CH-CH oxidoreductases)
- EC 1.4 cuprinde oxidoreductaze care acționează la nivelul grupelor CH-NH2 din donori (Amino acid oxidoreductases, Monoamine oxidase)
- EC 1.5 cuprinde oxidoreductaze care acționează la nivelul grupelor CH-NH din donori
- EC 1.6 cuprinde oxidoreductaze care acționează la nivelul NADH sau NADPH
- EC 1.7 cuprinde oxidoreductaze care acționează la nivelul altor compuși cu azot ca donori
- EC 1.8 cuprinde oxidoreductaze care acționează la nivelul grupelor cu sulf din donori
- EC 1.9 cuprinde oxidoreductaze care acționează la nivelul grupelor hemice din donori
- EC 1.10 cuprinde oxidoreductaze care acționează la nivelul difenolilor ca donori
- EC 1.11 cuprinde oxidoreductaze care acționează la nivelul peroxizilor ca acceptori (peroxidases)
- EC 1.12 cuprinde oxidoreductaze care acționează la nivelul atomilor de hidrogen ca donori
- EC 1.13 cuprinde oxidoreductaze care acționează la nivelul unor singuri donori prin incorporarea oxigenului molecular (oxygenases)
- EC 1.14 cuprinde oxidoreductaze care acționează la nivelul a doi donori prin incorporarea oxigenului molecular
- EC 1.15 cuprinde oxidoreductaze care acționează la nivelul radicalilor superoxid ca acceptori
- EC 1.16 cuprinde oxidoreductaze care oxidează ioni metalici
- EC 1.17 cuprinde oxidoreductaze care acționează la nivelul grupelor CH sau CH2
- EC 1.18 cuprinde oxidoreductaze care acționează la nivelul proteinelor cu fier-sulf ca donori
- EC 1.19 cuprinde oxidoreductaze care acționează la nivelul flavodoxinei reduse ca donor
- EC 1.20 cuprinde oxidoreductaze care acționează la nivelul atomilor de fosfor sau arsen ca donori
- EC 1.21 cuprinde oxidoreductaze care acționează la nivelul legăturilor X-H și Y-H formând legături X-Y